# Sophie Binet
Sophie Binet (Metz, 5 januari 1982) is een Frans syndicalist, feminist en vakbondsbestuurder. In 2023 volgde ze Philippe Martinez op als algemeen secretaris van de CGT, Frankrijks tweede grootste vakbond. Ze is de eerste vrouw aan het hoofd van de CGT.